# Lipowiec (Góry Krucze)
Lipowiec (niem. Lindenberg, 605 m n.p.m.) szczyt w północnej części Gór Kruczych.

## Położenie
Lipowiec wyrasta stromym zboczem na północy nad Leszczynowym Wąwozem, pomiędzy Miejską Górką na północny zachód, a Drążoną na południowy wschód, jest oddzielony od obu płytkimi, ale wyraźnymi przełęczami ze skrzyżowaniami dróg leśnych. Jego południowo-zachodnimi i południowo-wschodnimi zboczami prowadzi lokalna droga z Lubawki do Krzeszowa przez Lipienicę.

## Budowa
Lipowiec jest zbudowany z permskich porfirów (trachitów).

## Turystyka
- czerwony - Główny Szlak Sudecki z Lubawki do Krzeszowa.
- zielony - z Krzeszowa przez Przełęcz Ulanowicką do Lubawki.